# Sebastián Pereira Arredondo
Sebastián Ernesto Pereira Arredondo (Viña del Mar, Chile; 14 de enero de 1999) es un futbolista chileno que juega en la posición de defensa central. Actualmente milita en Unión Española de la Primera División de Chile.

## Trayectoria
Realizó su formación de juvenil en el club Everton, y su debut profesional fue un partido disputado por la segunda ronda de Copa Chile el año 2018 enfrentando a Cobresal en El Salvador. El 11 de septiembre de 2020 fue nominado por primera vez a la Selección de fútbol de Chile por Reinaldo Rueda para participar en los micro ciclos de entrenamientos con jugadores del medio local.
En junio de 2022, se confirmó su cesión a Unión La Calera por el resto de la temporada 2022.
El día 19 de enero de 2023 se confirmó su llegada por cesión al Audax Italiano, con duración para todo el año 2023. En julio de 2023, debido a una cláusula en su contrato, es repescado por Everton con vistas al segundo semestre del año.

## Estadísticas

### Clubes
| Club                    | Div.       | Temporada  | Liga  | Liga  | Copas nacionales | Copas nacionales | Torneos internacionales | Torneos internacionales | Total | Total |
| Club                    | Div.       | Temporada  | Part. | Goles | Part.            | Goles            | Part.                   | Goles                   | Part. | Goles |
| ----------------------- | ---------- | ---------- | ----- | ----- | ---------------- | ---------------- | ----------------------- | ----------------------- | ----- | ----- |
| Everton · Chile         | 1.ª        | 2018       | —     | —     | 2                | 0                | —                       | —                       | 2     | 0     |
| Everton · Chile         | 1.ª        | 2019       | 3     | 0     | 1                | 0                | —                       | —                       | 4     | 0     |
| Everton · Chile         | 1.ª        | 2020       | 29    | 1     | —                | —                | —                       | —                       | 29    | 1     |
| Everton · Chile         | 1.ª        | 2021       | 12    | 4     | 6                | 0                | —                       | —                       | 18    | 4     |
| Everton · Chile         | 1.ª        | 2022       | 10    | 0     | —                | —                | 2                       | 0                       | 12    | 0     |
| Unión La Calera · Chile | 1.ª        | 2022       | 8     | 0     | 0                | 0                | —                       | —                       | 8     | 0     |
| Unión La Calera · Chile | Total club | Total club | 8     | 0     | 0                | 0                | 0                       | 0                       | 8     | 0     |
| Audax Italiano · Chile  | 1.ª        | 2023       | 0     | 0     | 0                | 0                | —                       | —                       | 0     | 0     |
| Audax Italiano · Chile  | Total club | Total club | 0     | 0     | 0                | 0                | 0                       | 0                       | 0     | 0     |
| Everton · Chile         | 1.ª        | 2024       | 0     | 0     | 0                | 0                | —                       | —                       | 0     | 0     |
| Everton · Chile         | Total club | Total club | 54    | 5     | 9                | 0                | 2                       | 0                       | 65    | 5     |
| Total club              | Total club | Total club | 62    | 5     | 9                | 0                | 2                       | 0                       | 73    | 5     |
| 1. 2. 3.                |            |            |       |       |                  |                  |                         |                         |       |       |